# Gondola (vízi jármű)

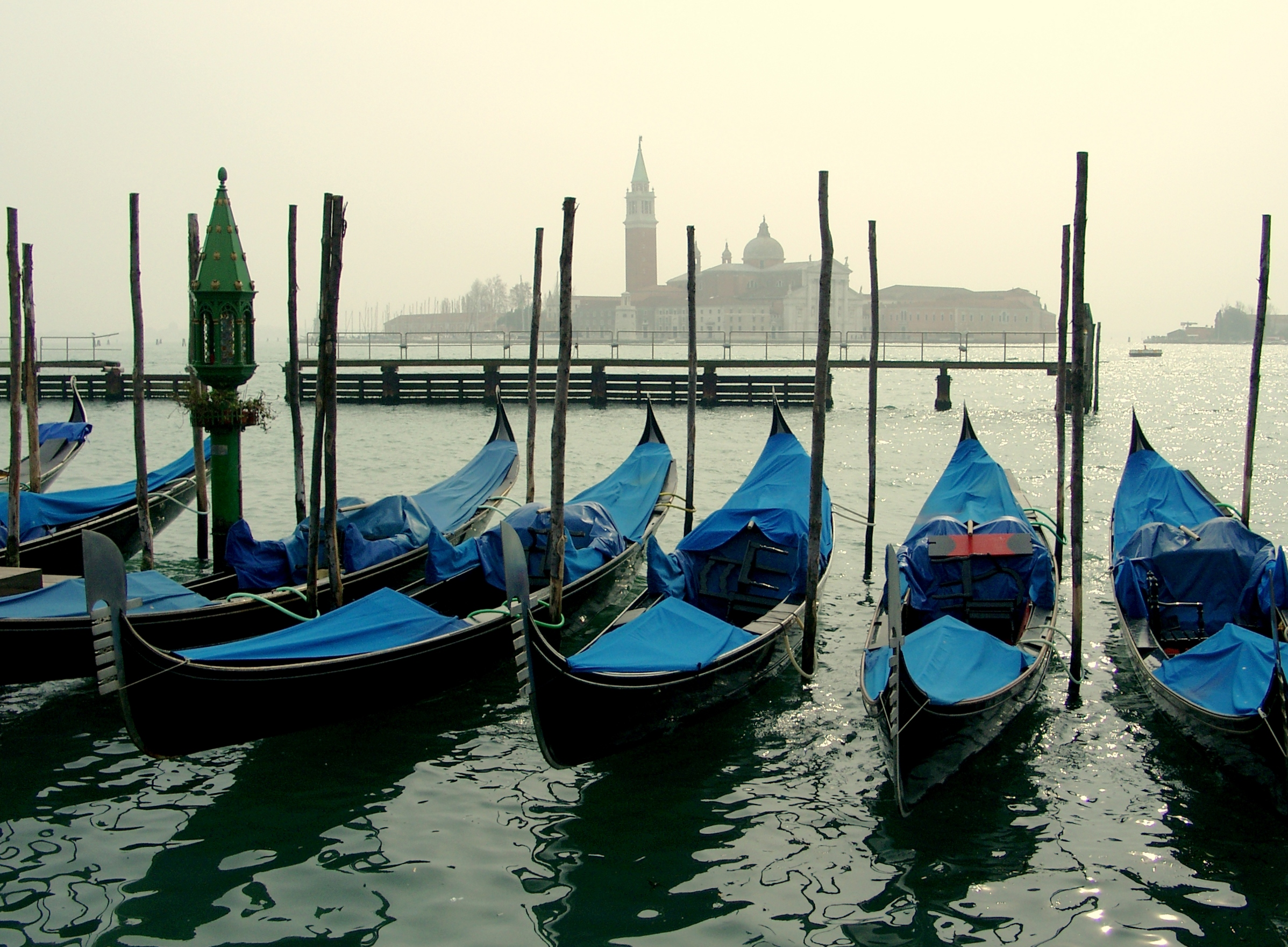
A San Giorgio Maggiore-sziget, előterében gondolákkal

A gondola leginkább Velencében a lagúnákon és a csatornákban való közlekedésre (hajózásra) használt, a taxit helyettesítő jármű.
A legismertebb, legjellegzetesebb vízi jármű a Velencében használatos sokféle evezős csónakfajta közül – amelyhez számos romantikus történet, legenda fűződik.

## Története
A gondola nevét leggyakrabban a latin „cymbula” (kis csónak) kifejezésből eredeztetik. A jármű legalább ezeréves konstrukció: 1094-ben már név szerint említi Vitale Falier dózse egyik rendelete. A két nagy és egymással évszázadokig rivalizáló gondolás céhet, a Castellanit és a Nicolottit 1172-ben alapították.
A reneszánsz korában mintegy 10 ezer gondola volt a szigetvárosban, amelyek a vagyonosabb réteg mindennapi életét, a városi közlekedést szolgálták – még a hanyatlás korában, Giacomo Casanova idején is legalább ötezren. A 19. század végétől a gőzhajók, majd a motorcsónakok megjelenésével, illetve a Canal Grande újabb hídjainak építése miatt számuk folyamatosan zsugorodott, ma körülbelül hatszázra tehető.
Gondolákat már csak a turisták városnéző útjaihoz, esküvői ceremóniák lebonyolítására és némely előkelőbb szálló privát taxijárataként használnak, illetve az élvonalból kiöregedett járművek közül néhány átkelőcsónakká átépítve (traghetto) teljesít szolgálatot. Ms. Peggy Guggenheim, a híres műgyűjtődinasztia különc tagja volt az egyik utolsó magángondola-tulajdonos Velencében, 1979-ben bekövetkezett haláláig használt járműve ma a Museo Storico Navalében van kiállítva.

## A gondola felépítése és jellemzői
A gondola jellegzetes alakja hosszirányban határozott görbületet mutat, eleje (orra) és hátulja (tatja) a magasba nyúlik. A hajótest emiatt a lehető legkisebb felületen, csak a hosszának 55%-át kitevő lapos fenekű középrészen érintkezik a vízzel – ami lehetővé teszi, hogy egyetlen evezős mozgassa az orrdísszel együtt 11 méter hosszú és mintegy 350 kilós csónakot.
A gondola kevesebb mint 150 éve nyerte el ma is használatos, karcsú, alig 140 cm széles alakját. Domenico Tramontin mester vezette be a jellegzetesen aszimmetrikus, felülről nézve enyhén banánszerű vonalvezetést – a jobb hajóoldal 23 cm-rel kisebb görbülete segít kiegyenlíteni a gondola mozgatásához használt egyetlen, messzire kinyúló evezőlapát keltette nyomatékot. A szerkezeti változtatás fő oka az volt, hogy a Serenissima köztársaság bukása után a város elszegényedett és a tehetősebbek sem engedhették meg maguknak, hogy egy csónakhoz két házi gondolást alkalmazzanak, így a korábban is ismert, de ritkán használt egyevezős módszerre tértek át – ami felborította a jármű egyensúlyát.
A gondola korábbi, középkori és barokk változatai laposabb formájúak, a vízből kevésbé kiemelkedő orr- és tatkialakításúak voltak és szimmetrikus hajógerinccel rendelkeztek, mivel ebben az időben még két evezős hajtotta a csónakokat. A fedélzetre gyakran kis házikót vagy baldachin-szerű sátrat építettek az utasoknak (felze), hogy lehetővé tegyék a őszi esők és a téli hideg idején a tartós használatot. A felze egyben a tulajdonos státuszát is reprezentálta, így 120 kg súlyú, bronzdíszekkel és muranói üvegablakokkal terhelt műalkotások is előfordultak köztük – más, kényelmesen berendezett példányok szerelmi légyott céljára szolgáltak a 18. században.
A gondolák orrán emelkedik a magasba a jól ismert formájú „ferro” dísz, egy 10–12 kg, ritkábban 20 kg súlyú, nagyméretű fémlemezidom, amelynek feladata, hogy kiegyenlítse a csónak hátuljában álló evezős, a gondoliere súlyát. A „ferro di prua” szélesebb, alabárdhoz hasonló törzsrészének alakja a dózse sapkájának körvonalára emlékeztet, míg a hat előre kiálló és egy hátrafelé nyúló tömör fémnyelv a velencei történelmi kerületeket (sestiere) és Giudecca szigetét szimbolizálja. A fémnyelvek között gyakran további két-három kulcsszerű, filigrán díszítés helyezkedik el, ezek a velencei lagúna főbb szigeteire utalnak.
A ferro hagyományosan kovácsolt vasból vagy bronzból, ma már többnyire alumíniumból, igényesebb tulajdonos esetén rozsdamentes acélból készül. Mérete valamivel kisebb a történelminél: 1730 körül embernagyságú példányok is előfordultak, ezek a Canaletto festményein is látható óriások kisebb ütközésektől, súrlódástól védték a hajtótest orrát.
A gondolák tatján kisebb méretű, pásztorbotra emlékeztető „poppa” dísz található – ez a jármű legmagasabb pontja, így napjainkban néha lehajthatóra készítik az alacsony hidak alatti áthaladás érdekében. A csónak közepe táján mindkét oldalon kötéltartóként használt fém lófigurák (néha stilizált oroszlánok) helyezkednek el, amelyek a városállamnak a Bizánci Birodalom felett 1204-ben aratott győzelmére emlékeztetnek – akkor zsákmányolta Velence a Szent Márk-bazilikát díszítő négy masszív bronzlovat.
Ezen felül csak egy virágtartó, lámpa vagy kis szobor szokott még felkerülni a gondolák orrközéprészére – a további cicomázást szigorú rendelet tiltja, az ülések színe és formája is szabályozott , kivételt ez alól csak az esküvői gondolák élveznek. A rendeltetésszerű utasszállító gondolák szigorú ismertetőjegye a teljesen egységes lakkfekete szín, amely majdnem fél évezrede, 1562 óta jellemzi ezeket a járműveket – eltekintve a csak versenyzésre használt, a szivárvány minden árnyalatában pompázó gondolinóktól.
A sötét szín eredetét legalább háromféle módon magyarázzák. Egyesek szerint a középkori városban a közvilágítás hiánya miatt éjjel észrevétlenül hallgatózhattak fekete gondolájukon a rettegett „Tízek Tanácsát” szolgáló, sötét köpenyes kémek – és hogy napkelte után se bukjanak le, a városatyák kötelezővé tették a csónakok egységes feketére festését.
Hasonlóan intrikus eredetű az a teória, hogy a fekete festés előírása a velencei államgépezet által mindig gyanakvással fogadott diplomaták és más külföldiek ellen irányult. Ők egyedüliként kivételt élveztek a szabály alól és többnyire díszes, színes gondolákat használtak, hogy méltóképpen reprezentálják hazájukat – amivel nagyban megkönnyítették az őket folyton nyomon követő ügynökök dolgát.
A legvalószínűbb mégis az, hogy a velencei gondolák színezésének egyszerű fényűzéstilalmi vagy közrendvédelmi jogszabály vetett véget – a város már korábban betiltotta a férfiak csiricsáré ruhaviseletét, mivel a különböző „nadrágklubok” tagjai között gyakran törtek ki súlyos összecsapások, hasonlóan a mai zöld-fehér, lila-fehér stb. focidrukkerekéihez.

## A gondolák készítése és karbantartása
A gondolák elkészítéséhez hagyományosan nyolcféle fafajtát (bükk, dió, fenyő, hárs, mahagóni, meggy, szilfa, tölgy) használnak fel. A különböző előnyös tulajdonságokkal rendelkező faanyagok kombinációja 20 éves állandó szolgálatra is alkalmassá teszi a gondos kézimunkával összeállított csónakot. Egy átlagos, 280 darabból összeálló gondola elkészítése a faanyagok érlelését, tűzi hajlítását, ácsolását és többszöri lakkfestését is beleszámítva nagyjából két évet vesz igénybe.
Az építés nem tervrajzok, hanem méretjelzést hordozó mintakeretek, ún. „sesto” és „sagoma” segítségével történik, amit a műhelytitkokkal együtt apáról fiúra hagyományoznak – ezenfelül a nem-metrikus méretezés használata is megnehezíti a témát kutató muzeológusok, restaurátorok munkáját. A modern gondolákba kétféle módon építik be a görbületet: vagy már az építés során aszimmetrikusan alakítják ki a hajótestet vagy a kész járművet utólag hajlítják meg, tűzön – ez utóbbi nagy szakértelmet igényel, mert a fában felhalmozódó feszültség akár évek múlva is kettétörheti a gondolát.
A 25 ezer, díszes faragású esküvői kivitel esetén 50 ezer euróba kerülő csónakot gazdája, a gondolás nagy becsben tartja, mivel névre szóló, egyéni méretre és testsúlyhoz készült, exkluzív munkaeszközről van szó. Rendszeresen viaszkolják az időjárás tényezői ellen, és éjszakára lefedik az utasteret, illetve 9-10 évente kicseréltetik a gondola fúrócsigák által kikezdett hajófenekét.
A nagyobb munkákhoz a gondolát dokkba (squèro) kell vontatni, ilyen azonban már csak kettő működik Velencében. A hanyatlást nemcsak a gondolák számának csökkenése okozza, hanem az iparágat átható feudális céh-szemlélet, a rendkívül hosszú, akár húsz évig tartó tanoncidő előírása is akadályozza az utánpótlást.
A világszerte kulturális ikonként ismert gondolákat kiöregedésük után a velenceiek nem sokra tartják – az exkluzív szolgálatra alkalmatlanná vált példányokat régebben, csekély átépítés után, díszeiktől megfosztva személykompként állították szolgálatba – ma már nagyobb, kifejezetten átkelésre épített ún. „barchetták” használatosak. A végleg lerobbant gondolák fahulladékként végzik – a legidősebb megmentett példány mindössze 1846-ból származik és Robert Browning költő adományaként az amerikai Newport News hajómúzeum birtokában van, korábbi példány nem maradt fenn.
Gondolák Velencén kívül is találhatók, az Amerikai Egyesült Államokban több tucat olasz import jármű működik, ezek egy részét azonban motorhajtásra alakították át. A Las Vegas-i és makaói „Venetian” kaszinószállodákban teljesen hamis, elektromos gondolák üzemelnek, amelyeknek kezelői tán evezni sem tudnak.
Az egyiptomi papiruszhajók és a közép-amerikai Titicaca-tó sáscsónakjaival bizonyos formai hasonlóságot mutatnak a 15. századi gondolák. Az amerikai túrakenuk tervezésében ma is alkalmazzák a sekély vizeken stabil, széles, lapos fenekű ún. gondola hajótest-kialakítást. Azt a javaslatot viszont, hogy a velencei gondola formáját számítógéppel modernizálják a jobb hullámstabilitás érdekében, néhány éve „szentségtörő” ötletként elvetették az olaszok.

## A gondola és használói

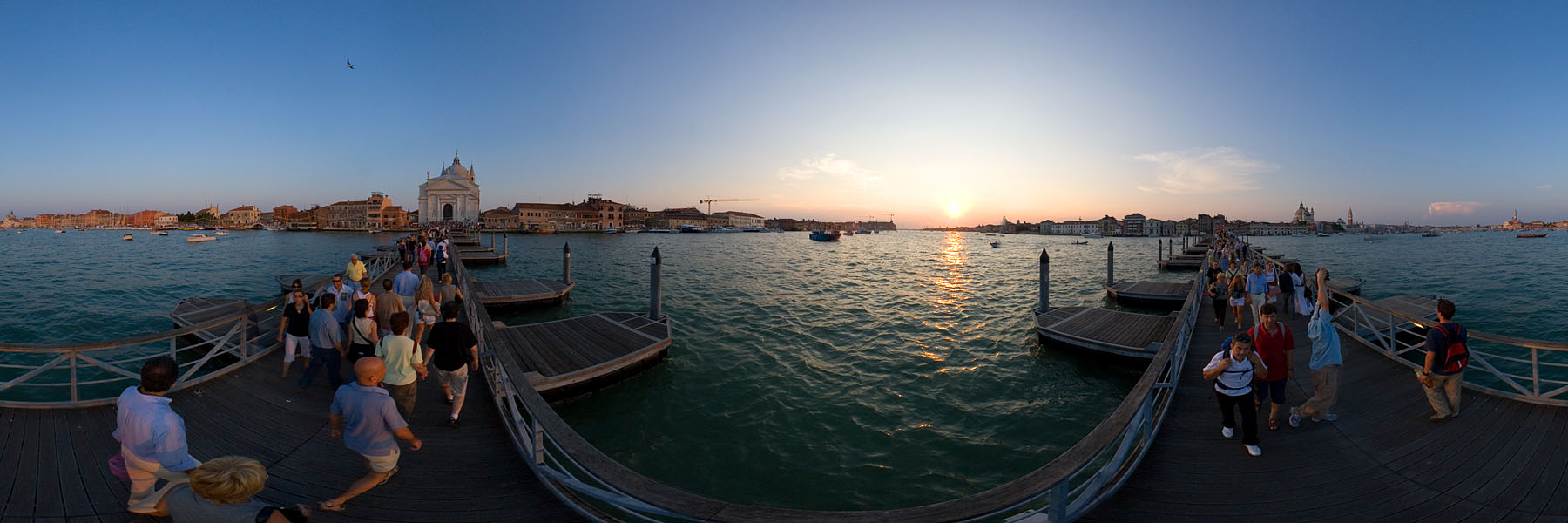
A Redentore fesztivál Velencében

A csónak tatján, egy kis ék alakú emelvényen áll a gondolás, aki a közkeletű tévhittel ellentétben nem póznával lökdösi a hajót – ezt a megoldást a Canal Grande átlagosan 5 méteres mélysége kizárja. A gondolás valójában a menetiránnyal szemben evez (ún. „voga veneta” stílus), de úgy, hogy normál menetben egyáltalán nem emeli ki az evezőlapát tollát a vízből. Ebben egy „forcola” nevű, bonyolult formára faragott fa tartóvilla van a segítségére, amelybe az evezőrúd (remo) több helyen is beakasztható – így az előrehajtó „premer” mozdulatot követő visszahúzás (stala) során elég csak a lapátot élére állítani.
Ez a módszer nem alkalmas gyors haladásra és megtanulása sem egyszerű, azonban igen takarékos. A tartós haladáshoz szükséges munka három fő szállítása esetén mindössze egy gyalogló ember energiafelhasználásának felel meg, ráadásul az erőfeszítés megoszlik a karok és lábak között, ami lehetővé teszi a hosszas evezést.
Versenyeken, felvonulásokon vagy hatnál több utas szállításakor ketten eveznek (az orrban és a taton), az evezőt pedig kiemelik a vízből. Ezt a módszert a gyakorta megrendezett regat(t)a kupákon láthatjuk, a mindennapokban pedig a „da tragheto” átkelőjáratokon lehet megfigyelni, ahol két gondolás 11-14, többnyire álló utast visz át a hetven méter széles Canal Grandén, mindössze fejenként 60 eurócent ellenében.
A mai bérgondolásoknak az evezésen kívül érteniük kell a tájékozódáshoz, az idegenvezetéshez és elvárják tőlük az énektudást (canzone), vagyis számos kíséret nélkül előadott (a cappella), hatnyolcados ütemű velencei népies dal, ún. barkarola megtanulását – ezek elénekléséért felárat kérhetnek a velük utazó turistáktól. (Híres dal például a „Biondina i gondoletta”). 
A tájékozódás hagyományosan nehéz feladat, mivel Velencében nincs utcaalapú házszámozási rendszer. A kerületeket és a történelmileg egyes templomok köré szerveződött kommunák épületeit folyamatosan akár öt-hatezerig is számozzák – a sok csatorna és szűk utcácska miatt pedig nem létezik teljes részletességű várostérkép hordozható méretben. A városban sokszor még a lakosok is eltévednek, így a tájékozódás a 150 órás elméleti képzés és a gondolásvizsga egyik fő eleme.
További gondot jelent, hogy Velence talapzata a 19. század vége óta kb. 23 centimétert süllyedt az artézi kutak talajvizet kitermelő hatására, így árapályhelyzettől függően számos kisebb híd alatt még a lehajtható díszű gondolák sem férnek át – vagy rosszabb esetben apályig bent ragadnak egy alacsony hidak által körülzárt térségben.
A gondolások számára szintén nagy kihívást jelent, hogy a géphajózással együtt éljenek. A gondola lapos fenekű kialakítása miatt erős hullámzásban sem borul fel, a közelben elhaladó „vaporetto” vízibuszok és motorcsónaktaxik azonban erősen ingatják a csónakot – haláleset még nem történt, de egy kisgyermeket 1997-ben a vízből kellett kimenteni.
A gondolások külön kasztot alkotnak Velencében, létszámuk meghatározott, mindössze 440-450 fő és minimális köztük a külföldiek aránya – az egyetlen női jelentkezőt (Alexandra Hai) pedig tíz év után sem engedték levizsgázni. A gondolások egymás között gyakran a venét dialektust használják, amelyet több nyelvész az olasztól független újlatin nyelvnek tart – így kívülállók által meg nem érthető módon, büntetlenül szidalmazhatják a motorhajók közveszélyes kapitányait és mustrálhatják a hölgyutasokat.
A gondolásoknak a közvélemény körében gyakran rossz hírük kél magas áraik miatt (az utasok számától függetlenül óránként akár 110 euró, plusz az éneklés). A kisebb csatornákat járó, kezdő gondolásokkal viszont szezonon kívül akár 40 euróért is jó utat meg lehet tenni.
Az egyik legellentmondásosabb témakör a homoszexualitás kérdése. A 19. század közepétől Angliában divatossá vált a másság, amit a brit törvények súlyos bűncselekményként üldöztek – több neves művész, pl. Disraeli, Ruskin ezért inkább Velencében, a jó kiállású gondolásfiúk körében keresett kalandokat. A gondolások szerepe még az 1970-es évek végén előfordult, nagy nyilvánosságot kapott velencei kéjgyilkosságok kapcsán is felvetődött.

## Gondola a művészetekben és a médiában

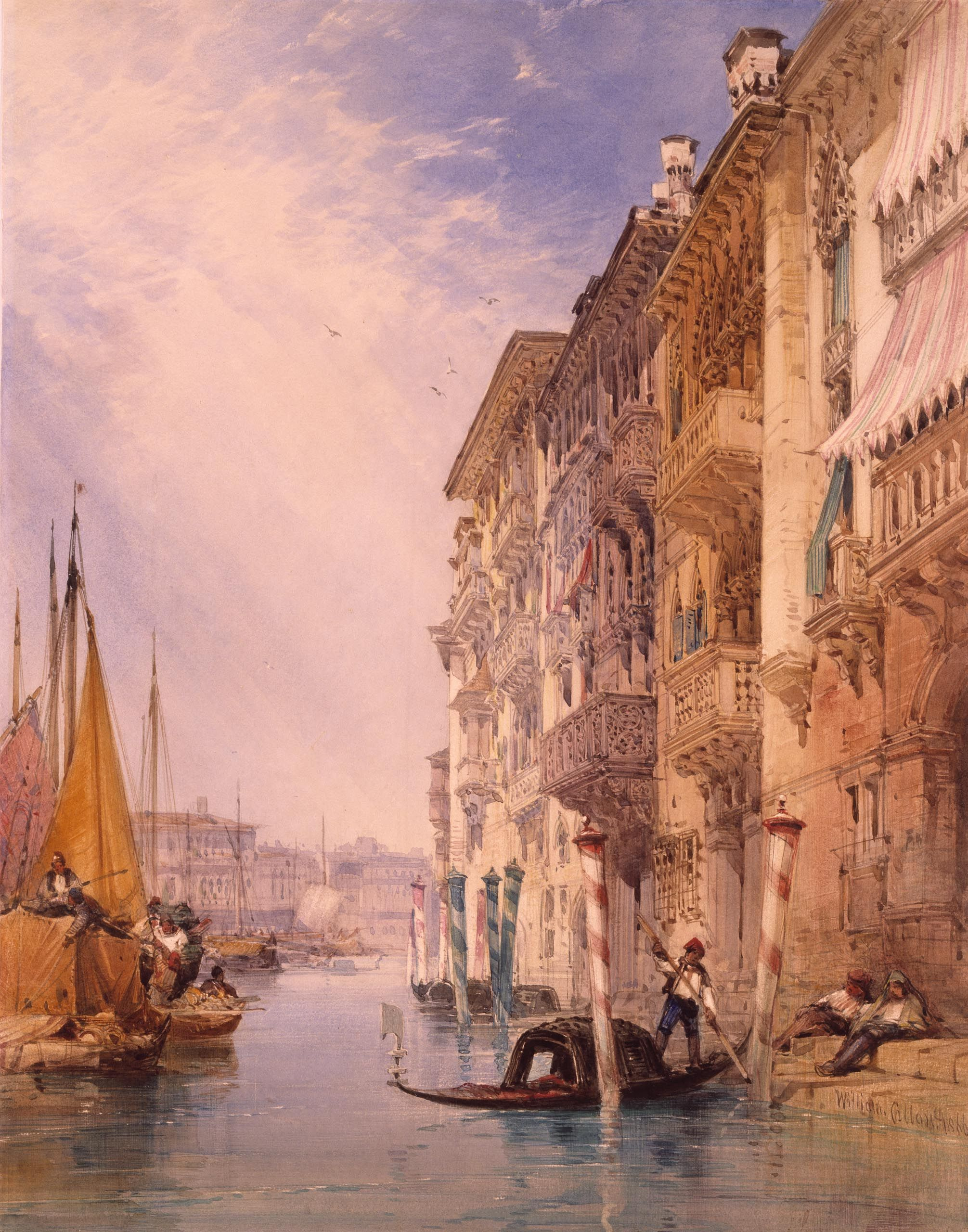
William Callow: Gondola a Canal Grandén

William Shakespeare drámájában, a Velencei Kalmárban szerepel a „traghetto” szó mint közelebbről meg nem határozott közlekedési forma, azonban a város csatornái és a rajtuk járó gondolák nincsenek konkrétan említve. Az alternatív szerzőség elméletének egyes támogatói ezért úgy vélik, hogy Othello története másod-harmadkézből származó beszámolón alapul, a drámaíró maga nem járt Velencében – ami több ál-Shakespeare jelöltet kizárna a „trónkövetelők” köréből.
Az idős Richard Wagner élete utolsó hónapjait Velencében töltötte és gondolája fedélzetén érte a végzetes szívroham – a nagy zeneszerző végnapjait részletesen feldolgozta egy olasz-német tévéfilmsorozat.
Az újkorban, különösen a 19. század elejétől jelentős Velence-kultusz alakult ki az angolszász világban. Az írók, költők, pl. Lord Byron, nagy számban utaztak a Tenger Királynőjébe és műveikben népszerűsítették a gondolákkal kapcsolatos sztereotípiákat, mint az „O sole mio” éneklése, vagy a nászutasok által tett gondolás kirándulás, ahol az ifjú párnak minden híd alatt elhaladva meg kell csókolnia egymást, az örök szerelem elnyeréséhez.